# Bora Kostić
Borivoje „Bora“ Kostić, srbskou cyrilicí Бopивoje Kocтић (14. červen 1930, Obrenovac – 10. leden 2011, Bělehrad) byl jugoslávský fotbalista srbské národnosti. Hrával na pozici záložníka.
S jugoslávskou reprezentací získal stříbrnou medaili na mistrovství Evropy roku 1960, na němž byl zařazen i do all-stars týmu turnaje. Má také zlatou medaili z olympijských her v Římě roku 1960. Celkem za národní tým odehrál 33 utkání, v nichž vstřelil 26 branek.
S Crvenou Zvezdou Bělehrad se stal šestkrát mistrem Jugoslávie (1952/53, 1955/56, 1956/57, 1958/59, 1959/60, 1963/64) a třikrát získal jugoslávský pohár (1957/58, 1958/59, 1963/64). Dvakrát byl nejlepším střelcem jugoslávské ligy (1959, 1960). V sezóně 1959/60 byl nejlepším střelcem Veletržního poháru.